# تاريخ اليهود في صربيا
يعود تاريخ اليهود في صربيا إلى نحو ألفي عام. وصل اليهود لأول مرة إلى المنطقة خلال العصور الرومانية. ظلت الجماعات اليهودية في البلقان صغيرة حتى أواخر القرن الخامس عشر، عندما وجد اليهود الفارين من محاكم التفتيش الإسبانية والبرتغالية ملاذًا في المناطق الخاضعة للحكم العثماني، بما في ذلك صربيا.
ازدهرت الجماعة ووصل عددهم إلى ذروته البالغ 33,000 قبل الحرب العالمية الثانية (نحو 90% منهم كانوا يعيشون في بلغراد وفويفودينا). لقي نحو ثلثي اليهود الصرب حتفهم في الهولوكوست، بعد أن استهدفهم هتلر بشكل خاص في سعيه لمعاقبة الصرب واليهود الإثنيين على الهزيمة الألمانية في الحرب العالمية الأولى. بعد الحرب، هاجر جزء كبير من السكان اليهود الصرب المتبقين، بشكل رئيسي إلى إسرائيل. في إحصاء رسمي للسكان أعلن 787 شخصًا فقط أنفسهم على أنهم يهود. اليوم الكنيسان الموجودان في الخدمة هما كنيس بلغراد وكنيس سوبوتيكا الذي كان في يوم من الأيام رابع أكبر كنيس يهودي في أوروبا، بينما تحول كنيس نوفي ساد إلى فضاء فني ثقافي.

## نبذة تاريخية

### العصور القديمة
وصل اليهود لأول مرة إلى أراضي صربيا الحالية في العصور الرومانية، على الرغم من أن هناك القليل من الوثائق قبل القرن العاشر.

### الحكم العثماني
زادت الجماعات اليهودية في البلقان في القرنين الخامس عشر والسادس عشر بوصول اللاجئين اليهود الفارين من محاكم التفتيش الإسبانية والبرتغالية. رحب السلطان بايزيد الثاني ملك الإمبراطورية العثمانية باللاجئين اليهود في إمبراطوريته. انخرط اليهود في التجارة بين مختلف المقاطعات في الإمبراطورية العثمانية، وأصبحوا مهمين بشكل خاص في تجارة الملح. في عام 1663 كان عدد السكان اليهود في بلغراد 800.
في حين أن بقية صربيا الحديثة كانت ما تزال تحت حكم الإمبراطورية العثمانية، كانت أراضي فويفودينا الحالية جزءًا من ملكية هابسبورغ. في عام 1782 أصدر الإمبراطور جوزيف الثاني مرسوم التسامح، الذي منح اليهود قدرًا من الحرية الدينية. اجتذب المرسوم اليهود إلى أجزاء كثيرة تابعة للنظام الملكي. نشطت الجماعات اليهودية في فويفودينا، وبحلول نهاية القرن التاسع عشر كانت المنطقة تضم ما يقرب من 40 جماعةً يهوديةً.

### صربيا المستقلة وفويفودينا التابعة لهابسبورغ
شارك العديد من اليهود في الكفاح الصربي من أجل الاستقلال عن الإمبراطورية العثمانية، من خلال تزويد الصرب المحليين بالسلاح، وواجهت الجماعات اليهودية هجمات انتقامية وحشية من الأتراك العثمانيين. في عام 1804 عندما غزت قوات كاراجورجي حصن سميديريفو لتحريره من العثمانيين، طُرد اليهود من شاباتس وبوزاريفاك. استمر النضال من أجل الاستقلال حتى حصلت صربيا على استقلالها عام 1830.
بعد تحرير بلغراد، وقع اليهود ضحية عقود من الضرائب التمييزية والقيود المفروضة على اختيار الإقامة. أثناء تحرير بلغراد، وخلافًا للأوامر الصارمة التي أصدرها الزعيم الصربي كاراجورجي، دمر بعض المتمردين المتاجر والكُنس اليهودية. وقُتل بعض اليهود وعُمد جزء منهم قسرًا. في نفس الوقت في المناطق الداخلية لصربيا طرد المتمردون اليهود من المدن والأماكن الصغيرة.

### سلالة أوبرينوفيتش
مع استعادة العرش الصربي من قبل سلالة أوبرينوفيتش الملكية بقيادة ميلوش أوبرينوفيتش في عام 1858، خُففت القيود عن التجار اليهود مرة أخرى لبعض الوقت، ولكن بعد ثلاث سنوات فقط واجهوا العزلة والإذلال. وفي 1861 ورث ميهايلو الثالث العرش وأعاد فرض القيود المناهضة لليهود. في عام 1839 مُنع اليهود من فتح المحلات التجارية في أيام الأحد وأثناء الأعياد الصربية، ما تسبب في أضرار كبيرة لهم لأنهم كانوا يغلقون متاجرهم في أيام السبت وفي الأعياد اليهودية. لأول مرة عام 1877 حصل مرشح يهودي على دعم جميع الأحزاب وانتخِب لعضوية الجمعية الوطنية.
في الستينيات والسبعينيات من القرن التاسع عشر، بدأ قسم من الصحف الصربية في نشر مقالات معادية لليهود مما أدى إلى ظهور تهديدات ضد اليهود. في عام 1862 اندلعت معركة بين النمساويين والصرب واليهود في بلغراد وألغيت حقوقهم، على غرار الانتفاضات المحلية في أربعينيات القرن التاسع عشر.
في عام 1879 تأسست «جمعية المغني الصربي اليهودي» في بلغراد كجزء من الصداقة الصربية اليهودية. لم يُسمح للجوقة بالأداء خلال الحربين العالميتين الأولى والثانية. جرى تغيير اسمها إلى «جوقة الأخوة باروخ» في عام 1950 وهي واحدة من أقدم الجوقات اليهودية في العالم والتي ما تزال موجودة. وما تزال الجوقة رمزًا لتوحيد المجتمع، على الرغم من أن 20% فقط من أعضائها هم في الواقع يهود بسبب تناقص عدد السكان اليهود في البلاد (في الحرب العالمية الثانية، قُتل نصف السكان اليهود في صربيا). بحلول عام 1912، بلغ عدد اليهود في مملكة صربيا 5,000. وصلت العلاقات بين الصرب واليهود إلى درجة عالية من التعاون خلال الحرب العالمية الأولى، عندما قاتل اليهود والصرب جنبًا إلى جنب ضد قوى المركز. توفي 132 يهوديًا في حروب البلقان والحرب العالمية الأولى وأقيم على شرفهم نصب تذكاري في بلغراد في مقبرة السفارديم اليهودية.
استمر تلاشي وتضاؤل ثروات الجالية اليهودية تبعُا للحاكم حتى نهاية القرن التاسع عشر، عندما رفع البرلمان الصربي جميع القيود المعادية لليهود في عام 1889.
حصل اليهود في مقدونيا الشمالية في العصر الحديث على كامل حقوق المواطنة لأول مرة عندما أصبحت المنطقة جزءًا من مملكة صربيا.

### مملكة يوغوسلافيا
في أعقاب الحرب العالمية الأولى، انضم الجبل الأسود، وبانات، وباتشكا، وسيرميا، وبارانيا إلى صربيا من خلال التصويت الشعبي في تلك المناطق، ثم اتحدت صربيا الكبرى مع دولة السلوفينيين والكروات والصرب (التي انفصلت عنها سيرميا للانضمام إلى صربيا) لتشكيل مملكة الصرب والكروات والسلوفينيين، والتي سرعان ما أعيد تسميتها لتصبح مملكة يوغوسلافيا. كانت الجماعة اليهودية في صربيا صغيرة نسبيًا مقارنةً مع الجماعات اليهودية الكبيرة في الأراضي اليوغسلافية الكبرى، فبلغ عددها في الأولى 13,000 (بما في ذلك 500 في كوسوفو) وفي الأخيرة نحو 51,700. في سنوات ما بين الحربين (1919-1939)، ازدهرت الجماعات اليهودية في مملكة يوغوسلافيا.
عاش في فويفودينا نحو 31,000 يهودي قبل الحرب العالمية الثانية. في بلغراد، كان قوام الجالية اليهودية 10,000 شخص، 80% منهم من اليهود السفارديين الناطقين باللادينو، و20% من اليهود الأشكناز الناطقين باليديشية.
يضمن دستور فيدوفدان المساواة لليهود، وينظم القانون وضعهم كطائفة دينية.

### الحرب العالمية الثانية
حاولت مملكة يوغوسلافيا الحفاظ على الحياد خلال الفترة السابقة للحرب العالمية الثانية. حاول رئيس الوزراء ميلان ستويادينوفيتش استمالة أدولف هتلر مع الحفاظ على التحالف مع دول التحالف السابقة، والمملكة المتحدة، وفرنسا. لم تكن السياسة اليوغوسلافية معادية للسامية على الرغم من انفتاحها على ألمانيا: مثلًا: فتحت يوغوسلافيا حدودها لليهود النمساويين في أعقاب عملية الآنشلوس. طالبت ألمانيا بمرور آمن لقواتها إلى اليونان فوقعت يوغسلافيا تحت الضغط المتزايد اتفاقًا ثلاثيًا مع ألمانيا وإيطاليا مثلها مثل بلغاريا والمجر. على عكس الاثنين الآخرين، أطيح بحكومة ماسيك وسفيتكوفيتش الموقعة بعد ثلاثة أيام في انقلاب مدعوم من بريطانيا للجنرالات الوطنيين المناهضين لألمانيا. ألغت الحكومة الجديدة على الفور التوقيع اليوغوسلافي على الاتفاق ودعت إلى الحياد التام. كان الرد الألماني سريعًا ووحشيًا: فقصفوا بلغراد دون إعلان الحرب في 6 أبريل 1941، وغزت القوات الألمانية، والإيطالية، والهنغارية، والبلغارية يوغوسلافيا.